# San Pedro, Chile
San Pedro este o comună din provincia Melipilla, regiunea Metropolitană Santiago, Chile, cu o populație de 7.549 locuitori (2012) și o suprafață de 787,5 km2.